# 蒂尔克斯坦-布朗克吕
蒂尔克斯坦-布朗克吕（法語：Turquestein-Blancrupt，法語發音：[tyʁkəstɛ̃ blɑ̃kʁy]）是法国摩泽尔省的一个市镇，位于该省东南部，属于萨尔堡-萨兰堡区。

## 地理
蒂尔克斯坦-布朗克吕（48°34'10"N, 7°5'47"E）面积30.04 平方千米，位于法国大東部大區摩泽尔省，该省份为法国东北部内陆省份，是洛林的一部分，西南接默尔特-摩泽尔省，东临下莱茵省，北与卢森堡和德国接壤。
与蒂尔克斯坦-布朗克吕接壤的市镇（或旧市镇、城区）包括：格朗方丹、贝尔特朗布瓦、瓦勒和沙蒂永、拉夫兰博勒、梅泰里圣基兰、圣基兰、维什。

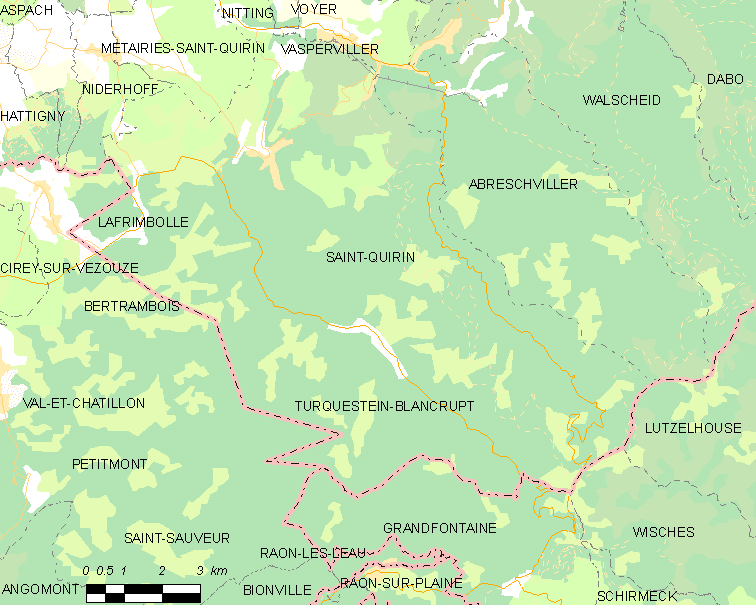
蒂尔克斯坦-布朗克吕的OSM定位图

蒂尔克斯坦-布朗克吕的时区为UTC+01:00、UTC+02:00（夏令时）。

## 行政
蒂尔克斯坦-布朗克吕的邮政编码为57560，INSEE市镇编码为57682。

## 政治
蒂尔克斯坦-布朗克吕所属的省级选区为法尔斯堡县。

## 人口

1962-2008年间蒂尔克斯坦-布朗克吕人口变化图示

蒂尔克斯坦-布朗克吕于2022年1月1日时的人口数量为11人。